# Dominazioni

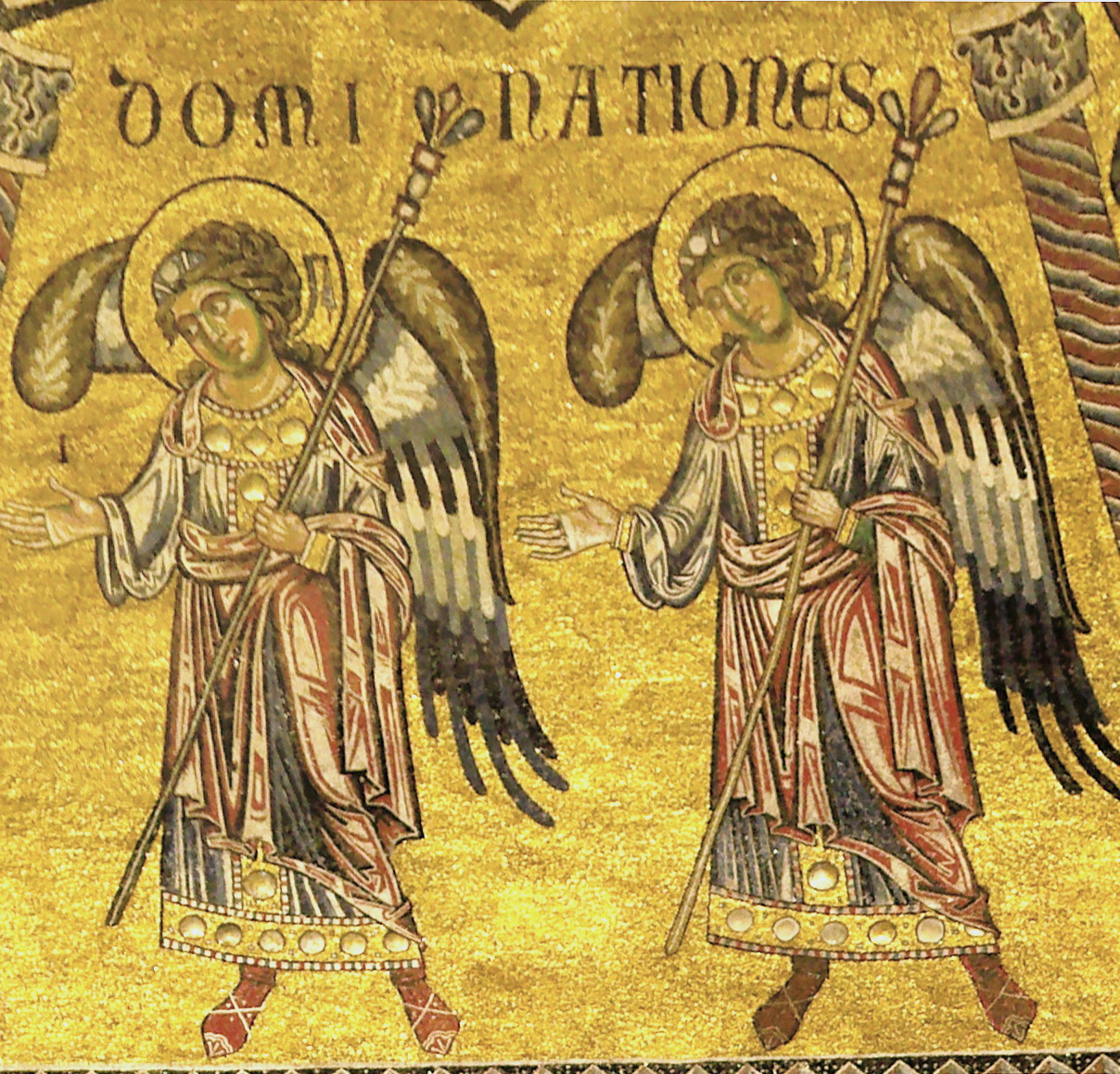
Le Dominazioni nei mosaici del battistero di Firenze

Le Dominazioni sono un ordine di angeli appartenenti alla seconda gerarchia della tradizione cristiana.
Conosciuti in ebraico anche come Hashmallim, e in greco come Kyriotetes, hanno il compito di regolare i compiti degli angeli inferiori.

## La tradizione antica

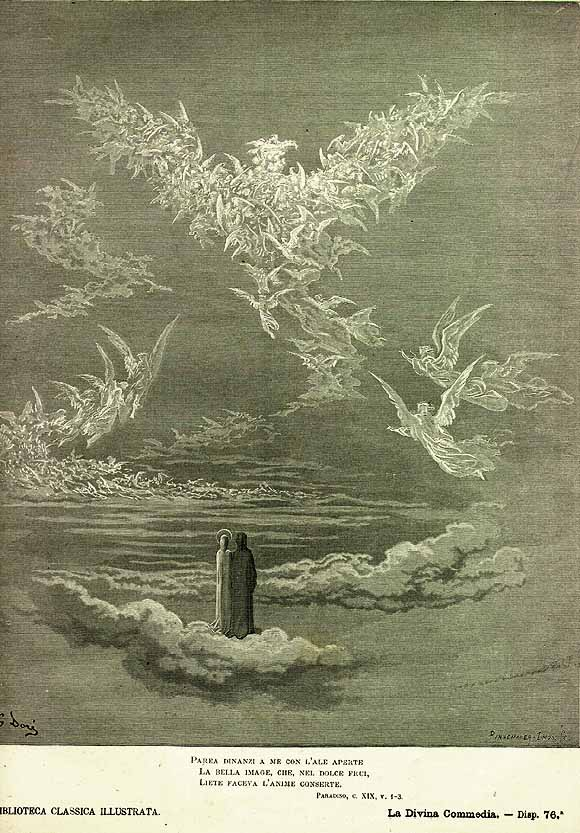
Nella tradizione dantesca, gli spiriti del Cielo di Giove, in cui risiedono le Dominazioni, danno forma all'immagine di un'aquila imperiale.

Non è chiaro se il termine Dominazioni usato da Paolo di Tarso nella Lettera ai Colossesi (1:16) fosse stato utilizzato per riferirsi alle dominazioni delle nazioni e agli uomini, invece che ad una gerarchia angelica. Al contrario è assolutamente certo che le Dominazioni entrano nel pensiero cristiano a partire dallo Pseudo-Dionigi l'Areopagita (V secolo). Difatti nelle Gerarchie celesti (8:1) lo Pseudo Dionigi usò questo nome per indicare una categoria di “intelligenze celesti” libere da qualsiasi legame con le cose basse e volta interamente verso l'Essere Sovrano e quindi al di sopra di Angeli, Arcangeli e Principati. Essi sono collocati da Dionigi anche al di sopra delle Virtù, e subito al di sotto dei Troni.
Poco più tardi, nelle Omelie sul Vangelo (VI secolo), san Gregorio Magno sostenne che gli esseri umani capaci di dominare in sé stessi ogni istinto malvagio sono vicini alle schiere delle Dominazioni (34:11). L'iconografia medievale caratterizza questa Gerarchia con una sfera e uno scettro in mano a ciascun angelo. Dante Alighieri li colloca nel sesto cielo del Paradiso ossia nell'orbita di Giove. Come riportato da Giordano Berti ne I Mondi Ultraterreni, una tradizione esoterica raccolta da Cornelio Agrippa (1533) assegnava all'Angelo Zadkiel, o Hesediel, la supremazia su questo ordine, che corrisponde agli Hashmallim dell'ebraismo e alla Sefira Hesed («amore»).

## La tradizione recente
Nuovi spunti su questa gerarchia angelica furono elaborati dal fondatore dell'antroposofia, Rudolf Steiner (1909), il quale sosteneva che le Dominazioni, da lui chiamate anche Spiriti della Saggezza, nella prima epoca cosmica di creazione del mondo accolsero ciò che i Troni portavano per così dire «giù dall'universo», armonizzando l'interno del nuovo corpo celeste in formazione (denominato «antico Saturno») con le direttive divine provenienti dall'esterno. Per riuscire a farsi un'idea, per quanto ardua, di questa tipologia di angeli, Steiner suggeriva di osservare l'intima saggezza fluttuante che promana dalle forme cangianti della natura vegetale.
Partendo dalle concezioni antroposofiche, gli adepti della new Age hanno esteso ulteriormente la concezione cristiana e cabalistica. Anche in ambito archeosofico, le Dominazioni hanno essenzialmente il compito di regolare i compiti degli angeli inferiori, ricevendo ordini dai serafini, dai cherubini o direttamente da Dio, e devono assicurarsi che il cosmo sia sempre in ordine. Sono gli Angeli ai quali Dio affida la forza del Dominare. Essi compongono l'esercito dell'Apocalisse e da loro dipende l'ordine universale, la disciplina e la giustizia alla quale gli angeli si rivolgono per mantenerlo.
È possibile che il loro nome, Dominazioni, sia stato scelto perché rivelatore della loro forza di elevarsi, che mai si sottomette, libera da ogni inferiore cedimento; esse cioè non si abbassano a nessuna realtà discordante e tirannica, superano ogni asservimento, entrando il più possibile in comunione con l'eterna divinità del Principio della Dominazione.